# Крыстанов, Любомир
Любоми́р Крыста́нов (болг. Любомир Кръстанов; 15 ноября 1908, Плевен — 8 мая 1977, София) — болгарский геофизик и физикохимик, специалист по физике атмосферы, председатель Болгарской академии наук в 1962—1968 годах; иностранный член АН СССР (1966).

## Биография
Родился 15 ноября 1908 в Плевене. Окончил физико-математический факультет Софийского университета в 1931 году по специальности «физика». В 1938 году защитил первую докторскую диссертацию по физике в Софийском университете «Отложение ионных кристаллов друг на друга» (болг. Отлагане на йонните кристали един върху друг). Специализировался в Лейпцигском университете (1940—1941) и немецком Вандорфе. Член Болгарской коммунистической партии с 1941 года, кандидат в члены ЦК БКП с 1962 года.
Частный доцент метеорологии Государственной политехники (1946—1947). В 1947 году избран доцентом Софийского университета, в 1951 — профессором, в 1960 году — руководителем кафедры метеорологии и геофизики Софийского университета. В 1947 году избран членом-корреспондентом, в 1961 году — академиком Болгарской АН. Руководил Болгарской АН в 1962–1968 годах. Иностранный член АН СССР (1966). Сотрудник Центрального метеорологического института с 1932 года (директор с 1950 года), начальник Гидрометеослужбы Болгарии (1951—1959), директор Геофизического института Болгарской академии наук (1959).
Скончался 8 мая 1977.

## Научные интересы
Основным научным интересамом академика Л. Крыстанова была физика атмосферы, а именно физика облаков (в том числе и процессы образования), влагосодержание облаков, процессы конденсации, турбулентность в околоземных воздушныхх слоях и прочее. В своей докторской диссертации он разработал модель отложения одновалентного иона на кристалльном субстрате, состоящего из двухвалентных ионов. Эта работа имела особое значение в плане объяснения эпитаксиального отложения тонких слоёв через конденсацию — этот процесс получил название механизма роста Странского — Крыстанова и сыграл важную роль в развитии современных нанотехнологий, потенциальных приложений в сфере квантовой информации и квантовых компьютеров. Эта работа Крыстанова стала наиболее часто цитируемой в Болгарии: к 2009 году она упоминалась как минимум 8 тысяч раз. Академик Крыстанов внёс колоссальный вклад в физику атмосферы, решая основные проблемы конденсации и кристаллизации в атмосфере, и доказал, что при охлаждении в восходящем потоке влажного воздуха возможно спонтанное образование водяных капель.

## Награды и память
- Любомир Крыстанов был награждён Димитровской премией благодаря объяснению механизма конденсационных процессов в атмосфере[1]. За свою научную деятельность также был награждён орденом «Кирилл и Мефодий» (НРБ).
- В настоящее время его имя носит Геофизический институт Болгарской академии наук, создателем и первым директором которого и был Крыстанов. Также он создал центральную лабораторию космических исследований по взаимодействию Солнца и Земли[2].

## Публикации
- И. Странски, Л. Кръстанов, Върху теорията за отлагане йонни кристали един върху друг, Годишник на Софийския университет, Физико-математически факултет, 35, 2 (1939) 169 – 189
- И. Странски, Л. Кръстанов, Израстване на алкални халогениди върху върху флуорит (CaF2), Годишник на Софийския университет, Физико-математически факултет, 35, 2 (1939) 191 – 200
- К. Т. Киров, Л. Кръстанов, Прозрачност на въздуха в София. Климатични колебания (с оглед колебанията в София), В: Климатът на София, София (1939) 80 – 84
- Л. Кръстанов, Принос към въпроса на равновесната форма на хомеополарните кристали, Годишник на Софийския университет, Физико-математически факултет, 32, 2 (1936) 163 – 169